# Feme

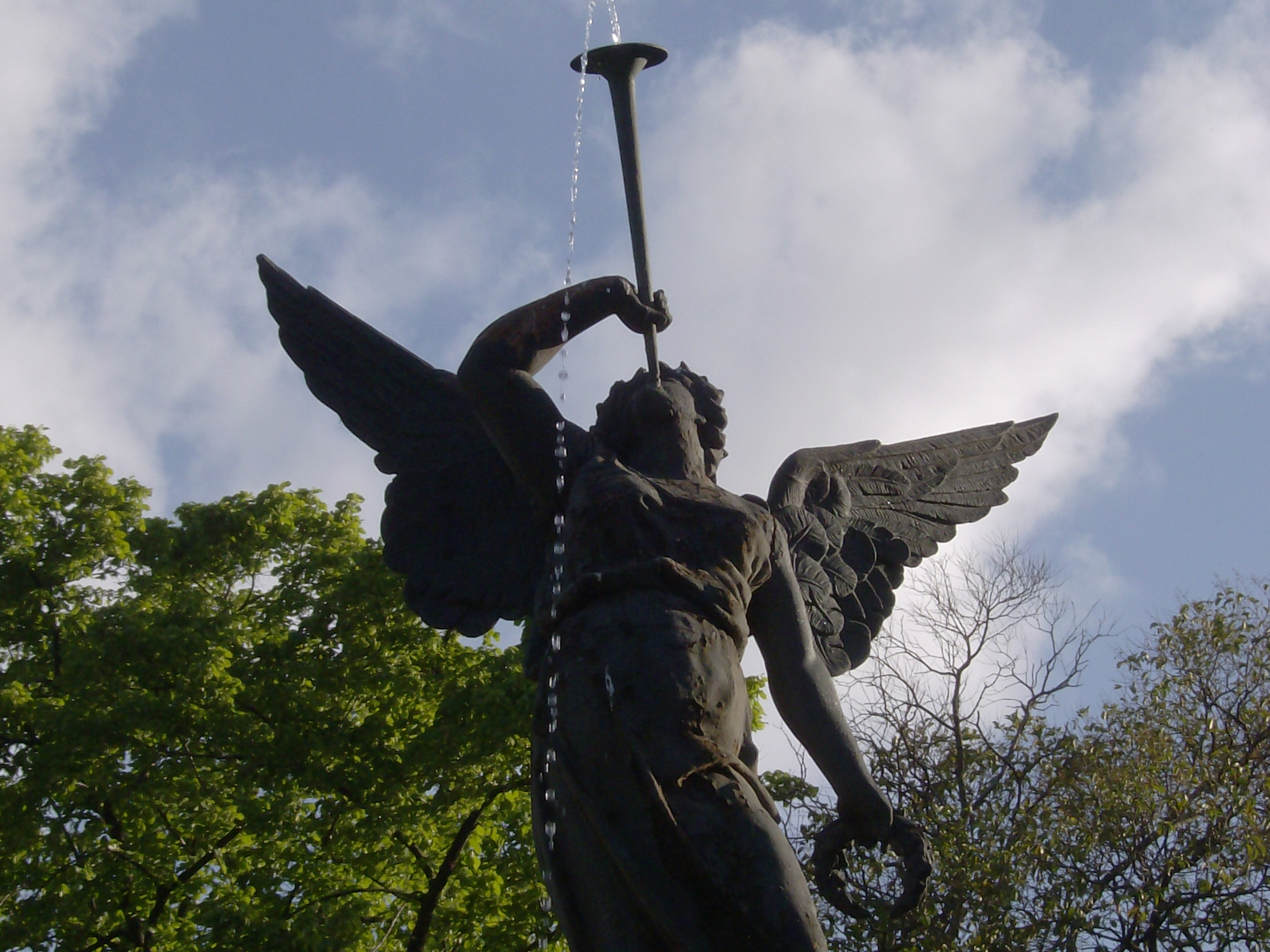
Alegoría de la Fama en el Parque del Campo Grande de Valladolid.

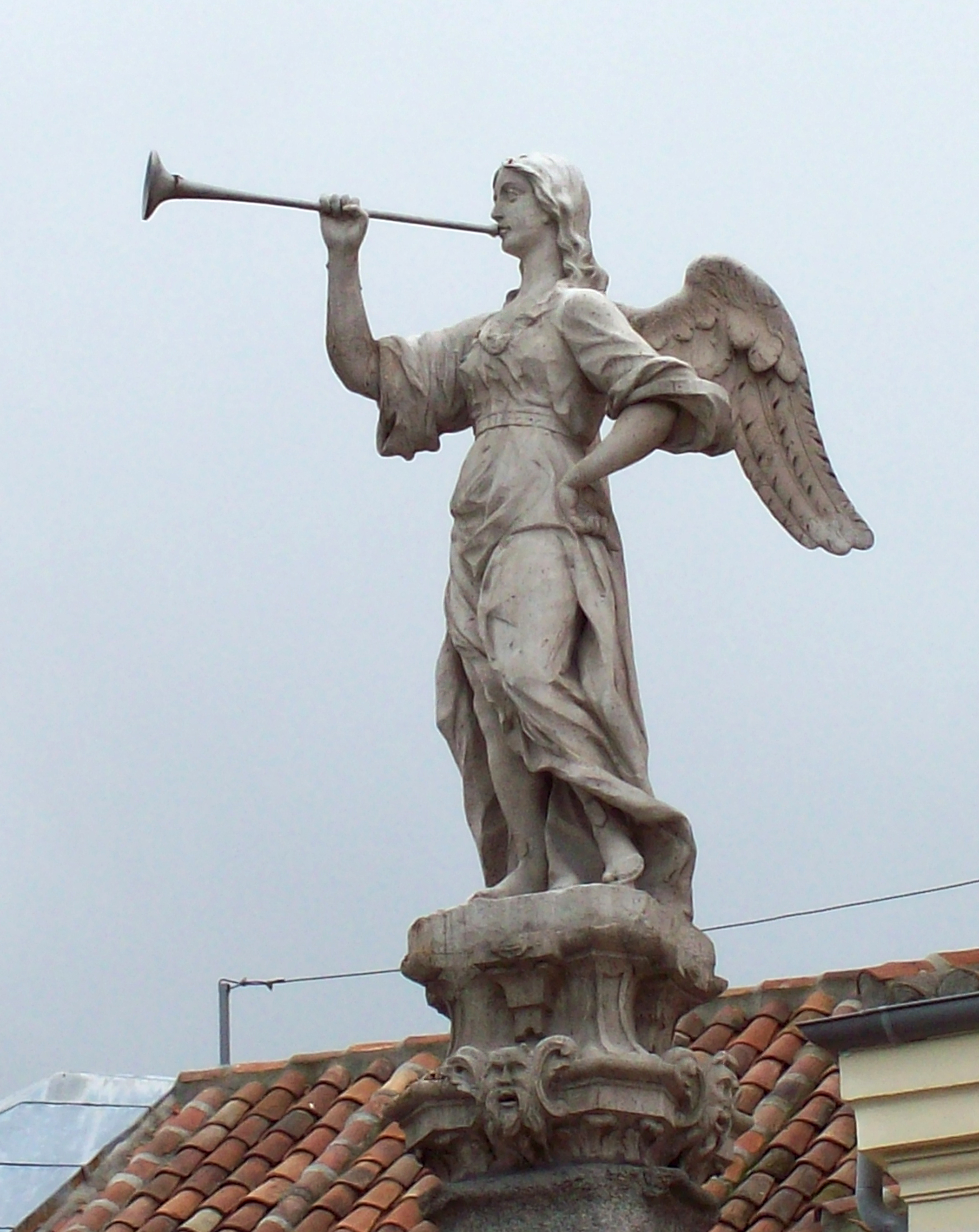
Fama, obra de Juan Bautista (Madrid, 1732).

En la mitología griega, Feme(Φήμη, Phēmē) u Osa (Ὄσσα, Óssa) era la personificación de la fama, el rumor y la voz de los dioses. Precisamente su equivalente romana sería la diosa Fama (en latín, Fama), como es de paso así traducida comúnmente en español. La Fama se encargaba de extender los rumores y los hechos de los hombres, sin importarle si estos eran ciertos o no, o eran justos o negativos. Por este motivo no era bien recibida en las tranquilidades del cielo, y al no ser tampoco una criatura infernal, habitaba entre las nubes, provocando desórdenes y malentendidos entre los mortales. En cierto sentido se la consideraba una mensajera de Zeus. Esta tenía un papel similar a Iris o Hermes, teniendo ésta más fama entre los romanos.
| sustantivo   | significado                                                  |
| ------------ | ------------------------------------------------------------ |
| φήμη (phēmē) | «voz, dicho, palabra, aviso, advertencia, anuncio, augurio». |
| ὄσσα (óssa)  | «voz de los dioses, fama, leyenda».                          |
| fama         | «fama, noticia, rumor, voz pública».                         |

Según Virgilio, fue la última hija que tuvo Gea. Era una criatura alada de inaudita rapidez para cumplir su misión. Tenía un ojo detrás de cada pluma y una lengua por cada ojo que repetía sin cesar todo aquello que aprendía. Además, sus ojos nunca se cerraban, porque a Feme no le afectaba el poder del Sueño. Sófocles, en cambio, la hace hija de Elpis, la esperanza.
Ovidio nos habla de toda la ralea de la Fama:
«De los cuales, éstos llenan de relatos los oídos vacíos, llevan lo narrado de uno a otro, y crece en la medida de lo inventado y añade a lo oído algo su nuevo autor. Allí está la Credulidad (Credulitas), allí el temerario Error (Error) y la vana Alegría (Laetitia), y los consternados Temores (Timores), y la repentina Sedición (Seditio), y los Susurros (Susurri) de dudoso autor. Ella misma [la Fama] ve qué cosas pasan en el cielo, en el mar y en la tierra e inquiere así a todo el orbe».
A pesar de los problemas que causaba en todas las ciudades, Feme era querida por gran parte de la población, porque era la que se encargaba de que los hechos de los héroes fueran conocidos, y de abrir al conocimiento público las grandes gestas y las desgracias de los pueblos, fomentando la comunicación. Por esto era invocada a menudo por aquellos que estaban orgullosos de sus actos, que apelaban a su fama para hacerse notar y distinguirse del resto.
Con la aleatoriedad propia del destino, Feme podía ensalzar eternamente a personas caídas en desgracias (como Eneas tras la caída de Troya) o por el contrario, hundir a quien no lo merecía, como fue el caso del difamado Palamedes durante el asedio a dicha ciudad. La malicia de Odiseo propagó falsas acusaciones de traición hasta el punto que Palamedes terminaría lapidado por su fama, en este caso totalmente injustificada.
Se aludía a Feme como una posible proveedora de inmortalidad, al hacer recordar las hazañas de un hombre mucho tiempo después de haber muerto. Este deseo de permanecer eternamente en las mentes de las generaciones futuras inspiraba a los héroes a arriesgar incluso su vida con tal de adquirir el ansiado reconocimiento. Conocido es el caso de Aquiles, que pudo elegir entre una vida larga y hueca o una corta y gloriosa, decantándose por esta última.
También se la relacionaba con Niké, la victoria, si bien los caprichos de la fama podían hacer que fueran los derrotados los que alcanzasen la notoriedad, como ocurrió en la derrota del paso de las Termópilas. Por esta injusticia el propio Eneas la llamaba la peor de los demonios, y el más rápido.
Su poder de hacer grande lo pequeño y pequeño lo grande la hacía todopoderosa, y los hombres, al principio reacios a sus relatos, terminaban tomando como cierto todos sus argumentos y venerándola. De hecho, Feme tenía un altar en la misma Atenas.